# Isabel Sabogal
Pour les articles homonymes, voir Sabogal (homonymie).
Isabel María Sabogal Dunin-Borkowski, née à Lima au Pérou le 14 octobre 1958, est une romancière, poétesse, traductrice et astrologue péruvienne.

## Biographie
Née au sein d'une famille polono-péruvienne, elle grandit entre Lima, Goettingue et Varsovie. Elle fait des études en littérature hispanique à l'Université pontificale catholique du Pérou.

## Livres publiés
- Requiebros vanos. Recueil de poèmes avec une présentation de Javier Sologuren. Lima, Ignacio Prado Pastor Editor, 1988[1];
- Entre el Cielo y el Infierno, un Universo dividido (Entre le Ciel et l'Enfer, un Univers divisé), roman fantastique, Lima, Ignacio Prado Pastor Editor, 1989[2]; réimprimé en 1993; publié comme Un Universo dividido (Un Univers divisé) avec des dessins de José Gabriel Alegría, Lima, Ediciones Altazor, 2016.  (ISBN 978-8-49-211428-3)[3]
- Todo está hecho a la medida de ti misma (Tout est fait à ta propre mesure). Recueil de poèmes. Lima, Grafos & Maquinaciones, 2022[4].

## Traduction du polonais vers l'espagnol
- Polonia: la revolución de Solidarność (Pologne: la révolution de Solidarność), Lima, Apuntes, Centro de Documentación e Investigación, janvier 1982. Dans le livre apparaissent ses traductions de la presse clandestine polonaise.
- Sélection, traduction et introduction du livre Poesía escogida (Poésie choisie) du poète polonais Czeslaw Milosz. Édition bilingue en polonais et en espagnol, parrainé par l'Ambassade de Pologne à Lima et l'Institute-Culturel Péruvien-Américain. Lima, Ediciones del Hippocampo, 2012[5].

## Œuvre publiée dans des anthologies
- Les poèmes Cayara et Todo está hecho a la medida de ti misma (Tout est fait à ta mesure) dans l'anthologie Poesía: Perú s. XXI (Poésie: Pérou s. XXI). Lima, Fundación Yacana, 2007. Compilation de Dalmacia Ruiz Rosas et Willy Gómez Migliaro[6].
- Traductions dans l'œuvre de Ricardo Silva Santisteban (collecteur d'anthologies): Antología general de la traducción en el Perú (Anthologie générale de la traduction au Pérou), volume VII. Lima, Universidad Ricardo Palma, 2016.  (ISBN 978-612-4234-63-7).
- Le récit La vampira (La vampire) dans l'anthologie du conte fantastique Trece veces Sarah. Un proyecto de José Donayre (Treize fois Sarah. Un projet de José Donayre), Lima, Ediciones Altazor, 2017,  (ISBN 978-849-2114-39-9).
- Les poèmes Requiebros vanos et El invierno dans l'anthologie Un otoño azul. Arequipa, Cuervo Editores - Alianza Francesa de Arequipa, 2018. Compilation de Gloria Mendoza Borda.  (ISBN 978-612-4683190).
- Les poèmes Origen I (Origine I) et Origen II (Origine II) dans l'anthologie Mujeres en fuego (Des femmes en feu). Cusco, Editorial Fuego, 2024. Compilation de Lenyan Veka.

## Œuvre publiée dans d'autres livres
- El dibujo del mundo (Le dessin du monde), texte publié dans le roman Un chin de amor de Pedro José Granados, Lima, Editorial San Marcos, 2005[7].

## Publications dans la presse
- Dni poczęcia (Les jours de l'origine), Varsovie, récit écrit directement en polonais, revue Fantastyka, No 2, 1990, (en polonais)[8].
  - En langue espagnole: Los días del origen, revue Relatos increíbles Nº. 19, Octobre 2020. Traduction de l’autrice.
- Fragment du roman inédit Niewiarygodna Bajka (La fable invraisemblable). Cracovie, revue Lektura, Nº 11/12, 1992, (en polonais).
- Poesía (Poésie), Uppsala, revue La hoja latinoamericana, 1992 - 1993.
- Poesía (Poésie), Cusco, journal El Sol, 2002 - 2004.
- Cuatro poetas cusqueños (Quatre poètes cuzquéniens), revue culturelle de Lima Voces, No 39, décembre 2009[9].
- Notes sur l'histoire, la littérature, la culture et l'actualité en Pologne dans la presse péruvienne-polonaise, Lima, 2006 - 2016[10].
- La hora "U" (L'heure "U"), récit publié dans la revue Relatos increíbles Nº 17, Juin 2020[11].
- Nuestra guerra sin fin (Notre guerre sans fin), récit publié dans la revue Relatos increíbles Nº 23, Janvier 2022.
- Nuestro pueblo errante (Notre peuple errant), récit publié dans la revue Relatos increíbles Nº 26, Mai 2022.

## Blog
- Elle participe au réseau avec le blog Isabel Sabogal.